# Мадан, Али Джафар
Али Джафар Мохамед Ахмед Мадан (араб. علي جعفرمحمد أحمد مدن‎; 30 ноября 1995) — бахрейнский футболист, нападающий клуба «Аджман» и сборной Бахрейна.

## Биография

### Клубная карьера
Начинал игровую карьеру в командах «Аль-Шабаб» и «Аль-Наджма». В 2020 году подписал контракт с клубом «Риффа» и в первый же сезон выиграл с командой чемпионат Бахрейна. Следуюющий сезон 2021/22 отыграл в аренде в эмиратском клубе «Аль-Оруба». Летом 2022 года был взят в аренду на два года другим эмиратским клубом «Аджман».

### Карьера в сборной
Дебютировал за сборную Бахрейна 1 сентября 2016 года в товарищеском матче со сборной Сингапура (3:1).
В составе сборной принимал участие в Кубке Азии 2019, на котором сыграл во всех 4 матчах и дошёл до 1/8 финала. В том же году вместе со сборной стал победителем чемпионата Федерации футбола Западной Азии и Кубка Арабского залива.
| Голы Али Мадана за сборную Бахрейна | Голы Али Мадана за сборную Бахрейна | Голы Али Мадана за сборную Бахрейна | Голы Али Мадана за сборную Бахрейна | Голы Али Мадана за сборную Бахрейна | Голы Али Мадана за сборную Бахрейна  | Голы Али Мадана за сборную Бахрейна |
| №                                   | Дата                                | Оппонент                            | Счёт                                | Голы                                | Турнир                               |                                     |
| ----------------------------------- | ----------------------------------- | ----------------------------------- | ----------------------------------- | ----------------------------------- | ------------------------------------ | ----------------------------------- |
| 1                                   | 5 сентября 2017                     | Тайвань                             | 5:0                                 | 49′                                 | 3-й отборочный раунд Кубка Азии 2019 |                                     |
| 2                                   | 9 ноября 2017                       | Гонконг                             | 2:0                                 | 80′                                 | товарищеский матч                    |                                     |
| 3                                   | 29 декабря 2017                     | Катар                               | 1:1                                 | 57′                                 | Кубок Арабского залива 2017          |                                     |
| 4                                   | 20 декабря 2018                     | Таджикистан                         | 5:0                                 | 61′                                 | товарищеский матч                    |                                     |
| 5                                   | 2 декабря 2019                      | Кувейт                              | 4:2                                 | 46′                                 | Кубок Арабского залива 2019          |                                     |
| 6                                   | 3 июня 2021                         | Камбоджа                            | 8:0                                 | 46′, 65′                            | отборочный турнир ЧМ-2022            |                                     |
| 7                                   | 1 сентября 2021                     | Республика Гаити                    | 6:1                                 | 5′, 27′                             | товарищеский матч                    |                                     |
| 8                                   | 6 октября 2021                      | Кюрасао                             | 4:0                                 | 84′                                 | товарищеский матч                    |                                     |
| 9                                   | 16 ноября 2021                      | Кыргызстан                          | 4:2                                 | 23′                                 | товарищеский матч                    |                                     |

## Достижения
«Риффа»
- Чемпион Бахрейна: 2020/21

Сборная Бахрейна
- Победитель чемпионата Федерации футбола Западной Азии: 2019
- Победитель Кубка Арабского залива: 2019